# Andreas De Leenheer
Andreas Prudent, baron De Leenheer (Zele, 16 mei 1941 – Zwijnaarde, 20 november 2022) was een Belgisch bioloog en hoogleraar. Van 1997 tot 2001 was hij vicerector van de Universiteit Gent en van 2001 tot 2005 rector.

## Levensloop
Andreas De Leenheer werd in 1971 docent aan de faculteit Farmaceutische Wetenschappen van de Rijksuniversiteit Gent. Hij werd in 1977 hoogleraar en in 1981 gewoon hoogleraar. Van 1984 tot 1993 was hij diensthoofd Laboratoria van de faculteit Farmaceutische Wetenschappen. Van 1984 tot 1992 was hij decaan van deze faculteit en van 1992 tot 1998 was hij voorzitter van de vakgroep Bioanalyse. Van 1997 tot 2001 was hij vicerector en van 2001 tot 2005 rector van de Universiteit Gent. De Leenheer wordt herinnerd als de drijvende kracht achter de renovatie van de Boekentoren, het bibliotheeksgebouw van de Universiteit Gent. Tijdens zijn laatste Raad van Bestuur in 2005 wist hij het universiteitsbestuur er van te overtuigen om middelen te voorzien om dit historische gebouw te renoveren. 
Ter nagedachtenis van zijn dochter Marianne, die in 1991 omkwam in een verkeersongeluk, riep De Leenheer in 2008 de Marianne De Leenheerprijs in het leven, een prijs van 2.500 euro per jaar voor beloftevolle wiskundestudenten aan de Universiteit Gent.
Hij was voorzitter van het Internationaal filmfestival van Vlaanderen-Gent tot hij in 2014 door Claire Tillekaerts werd opgevolgd. Hij was tevens bestuurder van Gent Festival van Vlaanderen en was voorzitter van de Federale Raad voor Wetenschapsbeleid (FRWB).
In 2008 verhief koning Albert II hem tot baron.
De Leenheer stierf op 20 november 2022.

## Prijzen
In 2004 kreeg Andreas De Leenheer de Zesde Vijs, een prijs uitgereikt door de sceptische beweging SKEPP. De prijs wordt toegekend aan media-initiatieven die 'op een objectieve manier omgaan met het paranormale en pseudowetenschap'.